# Henri de Jouvenal
Henri de Jouvenal (ur. 5 kwietnia 1876 w Brive-La-Gaillarde  – zm. 5 października 1935 w Paryżu) – francuski dziennikarz, polityk. W latach 1925–1926 wysoki komisarz w Libanie. Był dwa razy żonaty. Jego drugą żoną była pisarka Sidonie-Gabrielle Colette.